# Библиотека пальмовых листьев

Библиотека пальмовых листьев в Канчипураме

Библиотеки пальмовых листьев — астрологические библиотеки в Индии, хранящие описания судеб по астрологическим признакам на пальмовых листьях.
По одной из легенд индиец Бхирну или Вашишта примерно 5000 лет тому назад стал собирать записи о судьбах и каталогизировал 80000 человек. Это положило начало Библиотеки пальмовых листьев. Считается, что в этой библиотеке записаны судьбы всех людей, которые хотя бы раз в жизни её посетят.
В основе библиотеки помимо коллекции судеб лежит известная Хроники Акаши. Подобного рода библиотеки пальмовых листьев достаточно распространены в Индии и Шри-Ланка, в этих библиотеках жители обычно спрашивают о судьбе во время важных жизненных событий, например при заключении брака. Со специальными церемониями происходит поиск пальмовых листьев, результат поиска зачитывается посетителю. Обычно содержание гадания — набор фактов из жизни посетителя (который перед началом гадания тщательно опрашивается) и интерпретация гороскопа, часто оптимистическая.